# Boží cesta
Boží cesta (s podtitulem Písně a modlitby katolického křesťana) byl kancionál olomoucké arcidiecéze římskokatolické církve, který poprvé vyšel v roce 1938 a nahradil Holainův kancionál (vydaný poprvé roku 1888) a různé poutní zpěvníky. Dosáhl celkem 18 vydání (mimo jiné v letech 1938, 1940, 1944, 1946, 1952, 1954, 1955, 1957, 1958, 1962, 1967 a 1968). Nejprve jej vydávalo nakladatelství Velehrad, později Česká katolická charita v Ústředním církevním nakladatelství.
Její vydání připravoval sedmičlenný výbor v čele s prof. ThDr. Janem Martinů, jmenovaný v roce 1927, a dílo dokončil František Večeřa-Střížovský, který pro něj také upravil text některých písní a složil několik nových mešních písní. Stejně jako další obdobné kancionály (v Čechách to byl Český kancionál, v brněnské diecézi Cesta k věčné spáse a později Cyrilometodějský kancionál) byla Boží cesta uspořádána podle liturgických období a obsahovala z větší části tzv. mešní písně. Později byla nahrazena jednotným kancionálem, který zohlednil také změny nastalé po druhém vatikánském koncilu.
Z roku 1939 je varhanní doprovod k tomuto kancionálu pod titulem: Boží cesta: písně a modlitby katolického křesťana: průvod varhan: se svolením arcibiskupské konsistoře v Olomouci. Varhanní doprovod se dočkal i druhého vydání, a to roku 1948.